# وایت اوک (میسیسیپی)
وایت اوک (به انگلیسی: White Oak) مکانی در ایالت میسیسیپی کشور ایالات متحده آمریکا است که جمعیت آن در سرشماری سال ۲۰۱۰ میلادی، ۶۹۲
نفر بوده‌است.